# Синагога в Пруднике
Синагога в Пруднике — не существующая ныне синагога, находившаяся в польском городе Прудник (Опольское воеводство) на углу бывшей улицы Гинденбурга, сегодняшних улиц Кляшторна и Костюшки.
Синагога была построена в 1877 году по инициативе и на средствам еврейского текстильного промышленника Самуэля Френкеля, чья компания Fränkel была самым крупным работодателем в Нойштадте (ныне Прудник) в Верхней Силезии. Проект синагоги выполнил архитектор Шмит. Во время еврейских погромов, так называемой, «Хрустальной ночи» с 9 на 10 ноября 1938 года нацисты сожгли синагогу. Вместе с синогогой сгорела мемориальная доска, посвященная еврейским солдатам из Прудника, сражавшимся за Германию во время Первой мировой войны. После окончания Второй мировой войны синагога не была восстановлена. Территория, на которой она находилась, не застроена по сей день.
Кирпичное здание синагоги имело прямоугольный план и было построено в мавританском стиле. В интерьерах в западной части находился вестибюль, из которого был вход в главный молитвенный зал с трёх сторон окружённый галереями для женщин. К ним вели два отдельных входа, расположенные на боковых возвышениях. На восточной стене была апсида для синагогального ковчега. Главный фасад был увенчан четырьмя вершинами, покрытых куполами.
7 ноября 2007 года Анджей Дерень писал в «Прудницком еженедельнике» (пол. Tygodnik Prudnicki), что «ночь с 9 на 10 ноября 1938 года останется одним из самых позорных эпизодов в истории жителей Прудника», поскольку в эту ночь сгорела не только синагога, но и «добродетель терпимости жителей города».